# ミラン・ジヴァディノヴィッチ
ミラン・ジヴァディノヴィッチ（セルビア語: Милан Живадиновић, ラテン文字転写: Milan Živadinović、1944年12月15日 - 2021年7月17日）は、セルビア（旧ユーゴスラビア）の元サッカー選手、サッカー指導者。ポジションはディフェンダー。

## 経歴
ヴラディツァ・ポポヴィッチの後任として1992年にレッドスター・ベオグラードの監督に就任し1994年まで務めた。1998年から1999年にはユーゴスラビア代表監督も務めた。指導者キャリアを通して「2-0は危険なスコア」という持論を展開しユーゴスラビア国内に広めた。

## タイトル

### 指導者時代
レッドスター・ベオグラード
- セルビア・モンテネグロカップ：1回（1992-93）